# Dąbrówka Makowska
Dąbrówka Makowska – kolonia w Polsce położona w województwie mazowieckim, w powiecie radomskim, w gminie Skaryszew.
| SIMC    | Nazwa               | Rodzaj    |
| ------- | ------------------- | --------- |
| 1055405 | Dzielnice Makowskie | część wsi |

W latach 1975–1998 miejscowość administracyjnie należała do województwa radomskiego.